# Мала Горбаша (Житомирський район)
Мала́ Горбаша — село в Україні, у Черняхівській селищній громаді Житомирського району Житомирської області. Населення становить 285 осіб.

## Історія
Село засноване у 1610 році.
У 1906 році село Черняхівської волості Житомирського повіту Волинської губернії. Відстань від повітового міста становила 15 верст, від волості — 5 вест. Налічувалось 58 домогосподарств, 355 мешканців.
З 12 червня 2020 року село у складі Черняхівської селищної громади.
17 липня 2020 року, в результаті адміністративно-територіальної реформи та ліквідації Черняхівського району, село увійшло до складу Житомирського району.
Колищній орган місцевого самоуправління — Великогорбашівська сільська рада.

## Населення

### Мова
Розподіл населення за рідною мовою за даними перепису 2001 року:
| Мова       | Кількість | Відсоток |
| ---------- | --------- | -------- |
| українська | 280       | 98.25 %  |
| російська  | 5         | 1.75 %   |
| Усього     | 3278      | 100 %    |